# ヘアトニック
ヘアトニックとは、頭髪用の化粧品の一種。
頭垢・頭臭を防いで、頭髪を清潔に保つ効果、痒み・蒸れを防いで、頭髪に関する不快症状を消し去る効果、抜け毛を予防し育毛を促進する養毛効果などを期待して使用する。いわゆる整髪料等と違い、これらの多くは髪を固めるといった整髪力を持たない。洗髪後もしくは整髪前に頭皮に塗布し、擦り込むようにマッサージをする。古くは頭垢取り香水と言った。日本における男性化粧品の使用についてはヘアトニックで頭皮の手入れをした後、ヘアリキッドで整髪するというスタイルが一般的だが、欧米ではヘアトニックとは整髪効果を持つ物を言い、ヘアリキッドという言葉は和製英語であり存在しない。
基材として50%から70%のアルコールと水、ヒノキチオールやパンテノール、センブリエキスといった頭髪、頭皮を健康に保つ作用を持つ成分、女性ホルモン様作用を示すグリチルリチン酸ジカリウム（グリチルリチン酸2K）に、殺菌剤、グリセリンといった保湿成分、ふけを取り除きやすくするサリチル酸、痒みを防ぎ清涼感を与えるメントール、そして香料などを配合する。頭髪に油分を与えて、しっとりとさせるものもある。
これに関連して、現代の日本では、男性向けのシャンプーに「トニックシャンプー」と呼ばれる種類のものが多数発売されており、メントールを配合していることによる使用後の爽快感や、頭垢、痒み、ニオイを防ぐなどと謳われていることが多い。